# Бюргеместер-Бейнсдорп
Бюргеместер-Бейнсдорп (нід. Burgemeester Beinsdorp) — селище в нідерландській провінції Гронінген. Входить до муніципалітету Вестерволде.
Його площа становить 0,20км², а населення станом на 2021 рік складало 340 осіб.
Як окремий населений пункт уперше згаданий 1975 року. До того вважався частиною Тер-Апела.